# Görkem Ece Ercan
Görkem Ece Ercan (* 13. Januar 1981 in Eskişehir) ist eine türkische Schauspielerin.

## Leben und Karriere
Ercan wurde am 13. Januar 1981 in Eskişehir geboren. Sie studierte Schauspiel am Müjdat Gezen Sanat Merkezi. Danach setzte sie ihr Studium an der Kadir Has Üniversitesi fort. Ihr Debüt gab sie 2008 in dem Film A.R.O.G. Anschließend spielte sie 2009 in dem Film 7 Kocalı Hürmüz. 2010 wurde Ercan für die Serie Haneler gecastet. Außerdem trat sie 2012 in Yalan Dünya auf. 2023 setzte sie ihre Karriere in Yeşil Vadi'nin Kızı fort.
Neben Türkisch und Englisch spricht Ercan noch Deutsch.

## Filmografie
Filme
- 2008: A.R.O.G
- 2008: 7 Kocalı Hürmüz

Serien
- 2010: Haneler
- 2012: Yalan Dünya
- 2023: Yeşil Vadi'nin Kızı